# Svenska mästerskapen i jujutsu 1986
Svenska mästerskapen i ju-jutsu 1986 avgjordes på Bosön i oktober 1986.
Arrangör var Svenska Ju-jutsusektionen, Budoförbundet.
| Placering | Namn            | Klubb       |
| --------- | --------------- | ----------- |
| Guld      | Annika Lindau   | Täby JJK    |
| Silver    | Cecilia Blacker | Täby JJK    |
| Brons     | Kerstin Olsson  | Järfälla BK |

| Placering | Namn                          | Klubb                 |
| --------- | ----------------------------- | --------------------- |
| Guld      | Ulf Bäckström                 | Mifuné, Örebro        |
| Silver    | Ingemar Sköld                 | Nacka JJK             |
| Brons     | Per Emmanuel / Martin Sjöberg | Växjö JJK / Nacka JJK |

| Placering | Namn                           | Klubb                    |
| --------- | ------------------------------ | ------------------------ |
| Guld      | Magnus Cederblad               | Nacka JJK                |
| Silver    | Lennart Collán                 | Järfälla BK              |
| Brons     | Lars Pettersson / Ronny Storck | Borlänge JJK / Växjö JJK |